# Kim Philby
Kim Philby, vero nome Harold Adrian Russell Philby, talora indicato col suo acronimo H.A.R. Philby (Ambala, 1º gennaio 1912 – Mosca, 11 maggio 1988), è stato un agente segreto e militare britannico, che acquisì la cittadinanza sovietica nel 1963.
Da sempre comunista, fu al servizio dell'NKVD e del KGB dall'interno del Military Intelligence e del corpo diplomatico del Regno Unito.
È invalsa l'erronea convinzione che Kim Philby fosse stato dapprima un agente al servizio del Regno Unito e che a un certo punto della sua carriera tradì e defezionò: in realtà, comunista convinto, fu da sempre al servizio dell'URSS, per la quale lavorò ben prima di ricoprire cariche nell'establishment britannico. Dal 1936 al 1963 fu un agente doppiogiochista che lavorò per l'URSS tramite i vari incarichi affidatigli dal suo Paese. Nel secondo dopoguerra fu, per due anni, a capo della sezione controspionaggio R5 del Secret Intelligence Service (SIS). Fu poi trasferito come capo della stazione MI6 in Turchia e, in seguito, fu ufficiale di collegamento per l'intelligence SIS presso l'ambasciata britannica a Washington. In questa veste ha compromesso un programma di attività congiunte paramilitari USA-UK. Dal 1963, anno della sua defezione e della fuga a Mosca, fino alla morte avvenuta nel 1988, visse invece in Unione Sovietica dove lavorò direttamente per il KGB come istruttore.

Philby non fu l'unico britannico a lavorare per l'URSS in quegli anni: egli era una delle "Cinque Stelle" o Cambridge Five (Donald MacLean, Guy Burgess, Anthony Blunt, John Cairncross e lo stesso Philby), giovani facoltosi di famiglie altolocate e borghesi che fin dagli anni degli studi avevano abbracciato la causa del comunismo e che, da posizioni di rilievo nell'intelligence, si rivelarono essere agenti al servizio dell'URSS fino alla loro defezione e alla pubblica ricomparsa a Mosca. Tra i cinque si ritiene che Philby sia stato colui che creò i maggiori danni al Regno Unito e all'Alleanza Atlantica, avendo inviato ai servizi segreti sovietici per ventisette anni, e da posizioni operative di assoluto rilievo, informazioni di altissimo livello, che causarono al blocco occidentale un'ingente perdita di mezzi e di agenti.

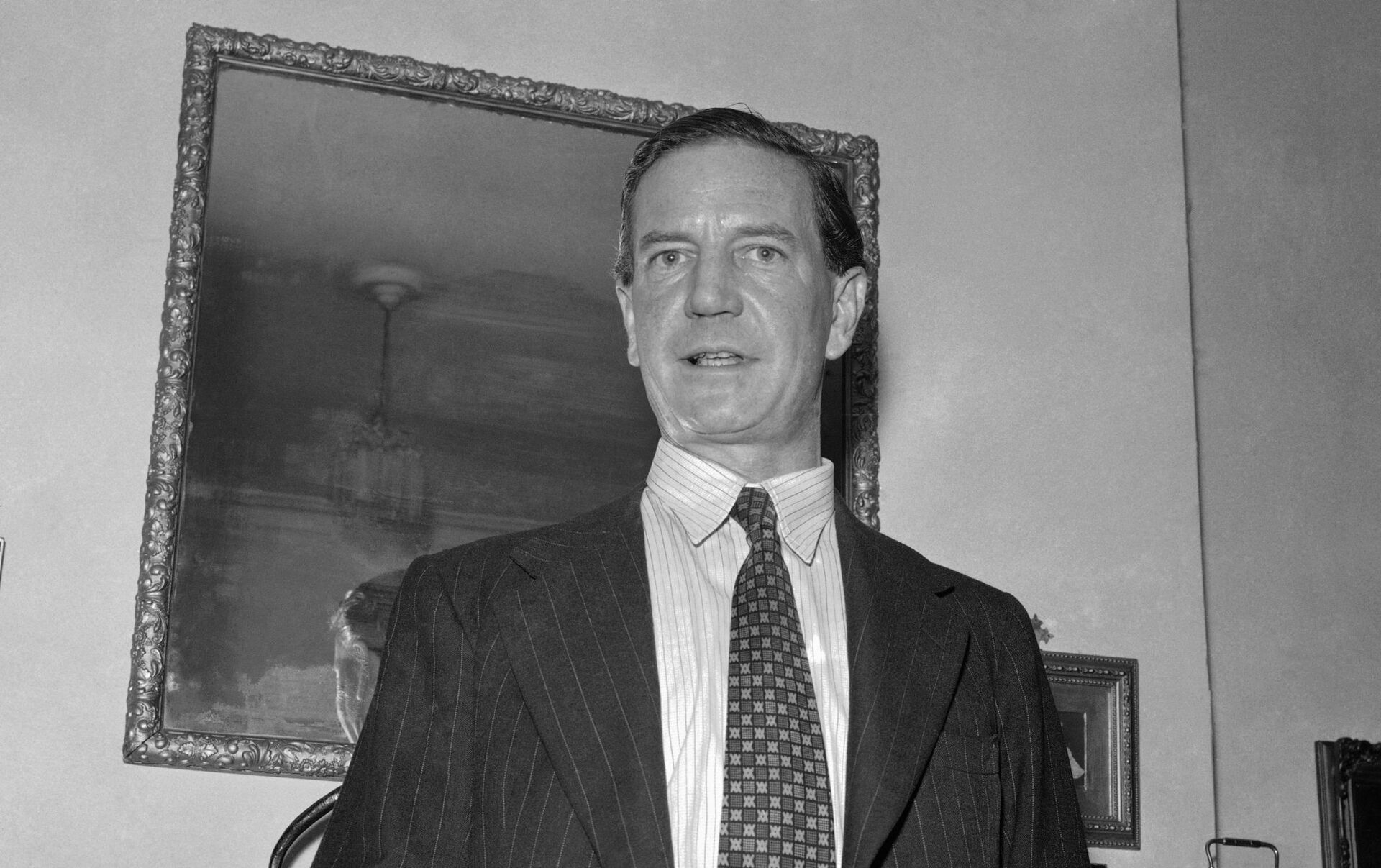
Kim Philby 1955.

## Biografia

### Studi e prime attività di spionaggio
H.A.R. Philby nacque in India: suo padre, St. John Philby, diplomatico ed esploratore, studioso delle culture orientali e convertito all'Islam, fu, tra l'altro, consigliere del re saudita al-Sa'ūd. Il suo soprannome gli venne dal personaggio principale del romanzo di Rudyard Kipling Kim. Compì gli studi superiori in Inghilterra, dapprima alla Westminster School, poi, a 16 anni, al Trinity College di Cambridge per i corsi di economia e storia. In tale ambiente scolastico fece la conoscenza del comunismo del quale divenne ben presto ammiratore e, poi, sostenitore: desideroso di servire la causa comunista, chiese a un suo tutor il modo migliore per riuscirvi, e questi lo indirizzò a un'organizzazione di facciata che, a sua volta, lo mise in contatto con gli uffici del Comintern a Vienna. L'organizzazione a cui Philby si era rivolto era la Federazione Mondiale per l'Aiuto alle Vittime del Nazismo di Parigi, una delle numerose articolazioni del fronte comunista messe in piedi dal tedesco Willi Münzenberg, uno dei più efficienti agenti sovietici dell'Europa occidentale.
Kim Philby fu reclutato direttamente dall'OGPU e quali ufficiali di collegamento ebbe prima Arnold Deutch e a seguire Theodore Maly e Aleksandr Orlov (che defezionò per gli Stati Uniti nel 1938). Nel 1933, dopo l'ascesa al potere in Germania di Adolf Hitler, Philby fu mandato a Vienna ad aiutare i rifugiati tedeschi che fuggivano dal nazismo. Lì incontrò Alice (Litzi) Friedman, un'ebrea comunista che sposò e portò con sé nel Regno Unito, salvandole la vita (anche se il matrimonio non durò molto). Dal 1936, sempre su indicazione di Mosca, Philby si costruì un'immagine filo-nazista e iniziò a frequentare i gruppi politici britannici simpatizzanti per la Germania hitleriana: dalle colonne del Times e come free-lance commentò la guerra civile spagnola con accenti filo-franchisti. Per conto dei sovietici scambiò anche varie lettere d'amore - che celavano tra le righe informazioni segrete - a una sconosciuta ragazza francese che abitava a Parigi, in rue de Grenelle. Molto tempo dopo scoprì con disappunto che le lettere venivano in realtà recapitate all'ambasciata sovietica, cosa questa che avrebbe potuto mettere in pericolo la sua copertura. Nel 1937 Philby ebbe persino modo di ricevere un'onorificenza da Franco: l'automobile in cui si trovava insieme ad altri tre giornalisti fu colpita da una granata a Teruel, e Philby fu l'unico sopravvissuto, sebbene ferito. Quando Franco lo seppe, lo decorò per il suo coraggio.

### L'ingresso nell'Intelligencebritannica
Nel 1940 Guy Burgess, all'epoca nel settore D (Disinformazione) del SIS (il servizio di controspionaggio estero che poi prese il nome di MI6), presentò Philby a Marjorie Maxse, funzionaria del servizio, che lo reclutò come agente segreto. Quando la sezione fu smantellata e Burgess allontanato dal servizio, Philby, nel frattempo divenuto esperto in depistaggi e in diffusione di notizie sotto falsa bandiera (ovvero costruite in modo tale che se ne potesse attribuire la paternità alla parte avversa), divenne capo della sezione per gli affari iberici, ufficio che si occupava di Spagna, Portogallo, Gibilterra e Africa. In quell'incarico Philby si dimostrò efficientissimo, riuscendo a neutralizzare un piano nazista di sabotaggio delle navi britanniche e venendo portato all'attenzione del capo del servizio, sir Stewart Menzies, che nel 1944 lo mise a capo della neonata sezione IX, Unione Sovietica. Come agente al servizio dell'URSS, Philby non avrebbe potuto chiedere di meglio.
Tutto procedette bene fino all'agosto del 1945, allorché Konstantin Volkov, un ufficiale dell'NKVD, decise di defezionare per il Regno Unito con la promessa che avrebbe rivelato i nomi degli agenti sovietici che lavoravano sia nel servizio segreto che nel ministero degli Esteri britannico: per motivi d'ufficio la notizia pervenne anche a Philby che, con un'astuzia, riuscì a farsi assegnare il caso e volò a Istanbul: con qualche stratagemma (l'aereo di Volkov rallentato da una tempesta, l'ambasciatore inglese sullo yacht sul Bosforo non rintracciabile immediatamente), prese il tempo necessario affinché i sovietici riuscissero a far sparire Volkov e a riportarlo a Mosca, e Philby tornò a Londra con un nulla di fatto.

### Dopoguerra
Nel 1946 Philby divenne il capo della stazione di Istanbul sotto la copertura diplomatica di primo segretario dell'ambasciata britannica. Lì riallacciò i contatti con Guy Burgess, anche se non si è mai saputo alcunché circa la natura del loro incontro.
Nel 1949 fu mandato con lo stesso incarico diplomatico all'ambasciata britannica di Washington come ufficiale di collegamento tra il SIS e la neonata agenzia di spionaggio americana, la CIA. Philby era stato mandato in America perché il sistema di decrittazione congiunta anglo-americano Venona aveva scoperto una fuga di notizie riguardo installazioni nucleari alleate proprio da Washington, e Philby avrebbe dovuto collaborare all'identificazione del traditore. La decifrazione fu possibile a causa della probabile imperizia di un agente sovietico che aveva usato lo stesso codice segreto per più di una comunicazione riservata, e il codice dell'agente trovato, Homer, Philby lo sapeva, era quello di Donald McLean, all'epoca con la copertura di Secondo Segretario di ambasciata.
Mentre i britannici stavano meditando sul da farsi con MacLean (arrestarlo avrebbe significato rivelare l'esistenza di un progetto di decrittazione che avrebbe messo in allarme l'URSS), Kim Philby lo avvertì e nel maggio 1951, insieme a Burgess, MacLean fuggì a Mosca. Riguardo a Burgess, questi fu la causa dell'allontanamento di Philby da Washington: Burgess, notoriamente omosessuale e dedito all'alcool, si piazzò in casa di Philby per quasi un anno e tenne un comportamento sociale che lo condusse all'espulsione dagli Stati Uniti come indesiderato. Ma non fu il comportamento di Burgess la preoccupazione maggiore di Philby: il fatto che i due agenti avessero defezionato proprio mentre si stava per procedere all'arresto di MacLean indusse molti a sospettare che proprio Philby fosse il "Terzo Uomo" che li aveva allertati. Comunque, Mosca già conosceva da Philby i dettagli di VENONA e gli aveva raccomandato, per non scoprirsi, di non spendersi per tentare di salvare gli agenti doppi che lavoravano per il KGB.
Dopo queste due defezioni, che dal punto di vista alleato furono un disastro in termini operativi e di immagine, a Philby furono chieste le dimissioni. Siccome rifiutò sempre di rassegnarle, entrambi i servizi di spionaggio, l'MI5 e l'MI6, lo tennero sotto osservazione senza - tuttavia - mai riuscire a stabilire se egli fosse veramente una spia sovietica. Finalmente, il 25 ottobre 1955, il ministro degli esteri Harold Macmillan, in un discorso alla Camera dei comuni, riabilitò Philby e lo scagionò da qualsiasi sospetto, affermando che «…durante il suo servizio per il nostro governo ha sempre assolto ai suoi doveri in maniera diligente e coscienziosa, e non ho ragione alcuna né per affermare che il sig. Philby abbia in qualsiasi modo leso o tradito gli interessi della nostra nazione, né di accomunarlo al cosiddetto "Terzo Uomo", semmai ve ne sia stato uno».

### L'incarico a Beirut e lo smascheramento
Con la riabilitazione ottenuta, Philby tornò nell'MI6 nel 1956 con la copertura di giornalista a Beirut, quale inviato dell'Economist. Il suo ruolo era quello di vice capo operazioni del piano "Musketeer", un'operazione congiunta anglo-franco-israeliana tesa ad attaccare l'Egitto e a deporre Nasser. Non è chiaro il ruolo che ebbe Philby in tale operazione, anche se è lecito supporre che anche in tale frangente cercò di fare più gli interessi dell'Unione Sovietica, segretamente ma non troppo sostenitrice di Nasser, che quelli del Regno Unito, interessato al controllo del canale di Suez.
Il ruolo di giornalista, tuttavia, espose troppo Philby: nel 1962 Flora Solomon, un'ebrea britannica, discorrendo con alcuni conoscenti a un party a Tel Aviv disse che un certo Philby, giornalista inglese a Beirut, simpatizzava un po' troppo per gli arabi nei suoi articoli. Disse anche che tale Philby lavorava per i sovietici da sempre. Qualcuno prestò una certa attenzione alle parole di Flora Solomon, che infatti arrivarono a Londra agli uffici dell'MI5: il servizio mandò a Beirut il barone Victor Rothschild (già agente durante la guerra) per prendere contatto con la donna, la quale gli riferì che in un colloquio Philby le aveva detto di essere una spia che lavorava per l'URSS, e che aveva tentato di reclutarla come agente comunista. La Solomon aggiunse anche, comunque, che non avrebbe testimoniato pubblicamente contro Philby.
Benché sia l'MI5 che l'MI6 non si fossero messi, sulle prime, d'accordo su come affrontare la questione, entrambi convennero sull'opportunità di mandare a Beirut un amico intimo di Philby, Nicholas Elliott, che lavorava per l'MI6, per confrontarsi con lui. Non è tuttora chiaro come Philby venne a conoscenza degli sviluppi dell'inchiesta a Londra, se l'avesse saputo dalla stessa Solomon oppure se fosse stato già messo in allarme dalla defezione dell'agente sovietico Anatolij Golicyn a Helsinki, le cui rivelazioni alla CIA avevano portato, tra l'altro, all'arresto - cui fece seguito la fuga e la ricomparsa a Mosca - del suo vecchio amico e collega George Blake. Si suppone altresì che Philby potesse essere stato avvisato da Jurij Modin, referente dei Cambridge Five dall'ambasciata sovietica a Londra, volato a Beirut proprio nel dicembre 1962 mentre a Londra si indagava su Philby. Comunque, è certo che la prima cosa che Philby disse a Elliott quando si incontrarono a Beirut il 16 gennaio 1963 fu che l'incontro non giungeva del tutto inaspettato (half expecting furono le parole precise). Alcune fonti riferiscono che Philby ammise subito di essere una spia comunista: altre, incluso lo stesso Philby, dicono invece che questi negò le accuse rivoltegli. Elliott lo invitò quindi - con tono conciliante - a reincontrarsi a fine gennaio nell'ambasciata britannica per un altro colloquio. Ma Philby non si presentò: avendo sospettato una trappola, si imbarcò sulla nave-cargo sovietica "Dolmatova", ancorata a Beirut, che salpò in tutta fretta urtando addirittura la banchina, e lasciò il Libano il 23 gennaio 1963, per riapparire una settimana più tardi a Mosca.

### Dopo la defezione
Una volta a Mosca, Philby scoprì con disappunto di non essere colonnello del KGB, come egli pensava, ma solo un semplice agente con il nome in codice di Tom, e per circa 10 anni fu tenuto fuori dal quartier generale del Comitato. In quel periodo intrecciò una relazione con la moglie americana di MacLean, Melinda, la quale nel 1966 divorziò dal marito per sposare Philby un anno dopo. Nel 1968 Philby diede alle stampe, con prefazione di Graham Greene, il libro My Silent War, libro autobiografico in cui spiegava anche le ragioni ideologiche del suo supporto all'URSS.
Nel 1972 Philby fu ammesso al quartier generale del KGB e ricevuto dal capo del servizio, Oleg Kalugin, il quale successivamente lo definì «…un relitto umano»; «…Quella figura ricurva camminava appoggiandosi ai muri: puzzolente di vodka, andava mugolando qualcosa d'incomprensibile in un russo spaventoso». Philby, in effetti, fin dal suo arrivo a Mosca, probabilmente anche per la frustrazione di non aver visto riconosciuto adeguatamente il suo contributo alla causa sovietica, si era lasciato andare sempre più all'alcool. Tuttavia, fu lo stesso Kalugin, insieme ai nuovi funzionari che si occupavano delle operazioni all'estero, a riabilitare l'agente inglese e a dargli l'opportunità di rendersi ancora utile all'URSS: fu coinvolto nei programmi di formazione agenti esteri quale consulente e istruttore per le giovani spie da infiltrare nel Regno Unito, in Australia e negli Stati Uniti.
Nel 1972 sposò la sua quarta moglie, la quarantenne Rufina Puchova, con la quale visse fino alla di lui morte avvenuta nel 1988 per infarto cardiaco; la notizia del suo decesso, inizialmente filtrata dai media britannici tramite l'ambasciata sovietica a Londra fu confermata dalle autorità dell'URSS, che gli garantì un funerale di Stato e gli conferì onorificenze postume, per il suo servizio cinquantennale alla nazione.
Gli analisti di intelligence giudicarono il danno apportato da Philby all'Occidente non tanto nel numero degli agenti o dei codici smascherati (giudicati facilmente rimpiazzabili), ma nel salto di qualità fatto fare al KGB, che sulle sue indicazioni iniziò a dotarsi di metodi di analisi e di indagine sugli standard d'Oltrecortina, tant'è vero che anche il futuro segretario del PCUS Jurij Andropov, che fu direttore generale del KGB, è accreditato di avere appreso lezioni di organizzazione di intelligence da Philby.
Philby fu amico intimo dello scrittore - ed ex agente segreto - Graham Greene, il quale nella sua autobiografia scrisse che, piuttosto che denunciare Philby se avesse saputo che era un doppiogiochista, avrebbe lasciato l'MI6. Al proposito, il biografo ufficiale di Greene, Norman Sherry, disse: «Forse Greene, intuitivo come sempre, lasciò il servizio perché sospettò che Philby fosse un agente sovietico infiltrato. Piuttosto che condividere il suo sospetto con i superiori, cosa che sarebbe stato suo dovere, Greene si sarebbe dimesso».

## Kim Philby nella cultura di massa
Le vicende di Philby sono state l'ispirazione per numerosi lavori musicali, letterari e cinematografici. Tra i più conosciuti, anche in lingua italiana, figurano il romanzo di Graham Greene Il fattore umano (The Human Factor, 1978), che affronta alcuni aspetti della storia di Philby, e, soprattutto, Il quarto protocollo (The Fourth Protocol, 1984), in cui l'autore Frederick Forsyth immagina un Philby autore di un complotto per destabilizzare la Gran Bretagna e ivi insediarvi un governo filosovietico di provata fede marxista-leninista. Uno dei personaggi del romanzo, inoltre, presenta numerosi paralleli con la figura di Philby, trattandosi di un diplomatico sudafricano di provata fede comunista al servizio dell'URSS fin dal suo arruolamento nelle forze armate alleate appena raggiunta la maggiore età. Nell'omonima trasposizione cinematografica di tale romanzo, tuttavia, Philby muore subito, ucciso da un funzionario del KGB davanti a casa sua (laddove nel romanzo la sua sorte è ignota).
Nel film Il serpente, diretto nel 1973 da Henri Verneuil, è presente il personaggio di Philip Boyle interpretato da Dirk Bogarde, un alto funzionario dell'Intelligence Service britannico doppiogiochista al servizio dell'Unione Sovietica che, durante un colloquio privato, ammette di essere "marxista fin dall'età di diciotto anni", prima di fuggire a Mosca per non essere arrestato. Sono evidenti i riferimenti alla figura di Kim Philby.
Anche John le Carré nel suo romanzo La talpa si ispirò alla figura e alle vicende di Philby. Lo stesso Le Carré, negli anni in cui era impegnato nei servizi segreti inglesi, fu vittima del doppio gioco di Philby, e costretto a dimettersi dal servizio.
Parlando di Philby, Graham Greene ha raccontato di essergli rimasto amico perché a suo giudizio egli non fu defezionista per denaro, ma per un ideale, seppure da Greene non condiviso.
Il cantante irlandese Rory Gallagher gli ha dedicato una canzone intitolata Philby.
La miniserie italiana Spia - Il caso Philby del 1977 (dove è impersonato da Luigi Pistilli) e quella britannica Una spia tra noi - Un amico leale fedele al nemico del 2022 narrano la fuga di Kim Philby in Unione Sovietica.